# Charles Kieffer
Charles Kieffer   (Filadèlfia, 11 d'agost de 1910 - Quakertown, 8 de novembre de 1975) va ser un remer estatunidenc que va competir durant les dècades de 1920 i 1930.
El 1932 va prendre part en els Jocs Olímpics de Los Angeles, on guanyà la medalla d'or en la competició del dos amb timoner del programa de rem. Feia equip amb Joseph Schauers i Edward Jennings.